# Monoville
Monoville è un insediamento nella Contea di Mono in California. Si trova 12 miglia (19 km) sud sudest di Bridgeport.

## Storia
Nel 1859 fu rinvenuto oro nei pressi di Monoville e venne per questo costruita una tubazione allo scopo di deviare l'acqua dal Virginia Creek per facilitare le operazioni di scavo; il costo dell'opera fu di 75.000 dollari.
Un ufficio postale operò a Monoville dal 1859 al 1862, e nel periodo di massima espansione la cittadina fu abitata da più di mille persone. Nel 1868 fu abbandonata e i suoi edifici caddero in rovina per l'incuria e la mancanza di manutenzione.